# 최의
최의(崔竩, 1233년 ~ 1258년)는 고려 시대 후기의 무신, 권신 겸 정치가이자 최항(崔沆)의 서자(庶子)이다. 무신 정권 후반의 군인 지도자로, 최씨 정권으로는 최후의 지도자였다.
1257년부터 1258년까지 1년 동안 고려 왕조의 실권을 맡았다.

## 생애

### 생애 초기
진양후(晋陽候) 최항이 승려로 있을 때 송서(宋壻)의 여종과 정을 통해 최의를 낳았다. 아버지 최항은 어려서 승려가 되었으나, 할아버지 최우에게 정실에게서 자식이 없어 승려에서 환속되었다. 그런데 아버지 최항 역시 정실에게 자식이 없어 송서의 여종에게서 얻은 그를 후계자로 삼는다.
최항이 적자가 없어 의를 후사로 삼고 경림사(景淋師) 예기(芮記)가 시와 서예를, 권위(權韙)·임익(任翊) 등이 정치를, 정세신(鄭世臣)이 예절을 가르치게 하였다.

### 집권
1255년에 ‘전중내급사가’ 되었다가 1257년 아버지 최항이 죽자 교정별감이 되어 정방 정치를 인수했다. 추밀원부사 판이병부 어사대사(樞密院副使判吏兵部御使臺使)로 임명했으나 사양했다.
연안의 주택과 정평궁(靖平宮)을 왕부(王府)에 바쳤으며, 재산 가운데 쌀 2천 5백 70여 섬을 내장원(內莊院)에, 포백유밀(布帛油蜜)을 대부시(大府寺)에 바치고 또 흉년에 창고를 풀어 권무(權務)·대정(隊正)·근장(近仗), 좌우위(左右衛) 및 신호위(神虎衛) 등의 교위(校尉) 이하와 방리(坊里) 사람들에게 나누어 주었다. 추밀원부사를 또 사양하고 우부승선이 되어 장군 변식(邊軾) 등으로 강화수획사(江華收獲使)를 삼아 약탈을 자행케 하였고, 노비에게 벼슬을 주는 특례를 만든 아버지 최항의 본을 따서 노비에게 낭장의 벼슬을 주었다.
현량한 선비를 잘 대우하지 않고 경박한 유능(柳能)·최양백(崔良伯) 등과 사귀고 그들의 참소를 듣고 살육을 함부로 하여 나날이 비난이 높아갔다.

## 사후
1258년 마침내 대사성 유경, 낭장 김인준(金仁俊), 별장 차송우(車松祐) 등에 의해 죽임을 당했고 국정을 고종에게 돌리니 최씨의 60년 정권이 이에서 끝났다.

## 가족 관계
원종의 외사촌 처남으로 원종비 정순왕후의 외사촌이었다.
- 증조부 : 최충헌 1149년 ~ 1219년
  - 조부: 최우 1166년 ~ 1249년
    - 아버지 : 최항 1209년~1257년
    - 적모 : 최씨(崔氏) - 최온(?∼1268, 崔瑥)의 딸
    - 계적모 : 조씨(趙氏) - 조계순(?~?, 趙季珣)의 딸
    - 생모 : 이름 미상 - 송서(宋壻)의 여종
    - 고모 : 최씨 (崔氏)
    - 고모부 : 김약선
      - 고종 사촌 : 정순왕후

    - 부인 : 인주 이씨 (仁州 李氏) - 이장용(李藏用, 1201~1272)의 딸
    - 첩 : 심경(心鏡) - 원래 부친 최항의 첩이었으나 최항이 죽은 후 최의의 첩이 됨.

## 최의가 등장한 작품
- 《무신》(MBC, 2012년~2012년, 배우:이도영)

## 같이 보기
- 무신정권
- 무신정변
- 고종
- 최씨정권